# 나고야역
나고야역(일본어: 名古屋駅 나고야에키[*])은 일본 아이치현 나고야시 나카무라구에 있는 도카이 여객철도(JR 도카이)·나고야 시 교통국·나고야 임해고속철도의 역이다. 일본화물철도(JR 화물)의 화물역이기도 하지만 실제 화물열차의 운행은 없다. 나고야시의 중심역으로, 도카이도 신칸센의 모든 열차가 정차한다.
나고야 철도(메이테쓰)나 긴키 닛폰 철도(긴테쓰)에도 ‘나고야 역’이라 불리는 역이 있지만, 양쪽 모두 앞부분에 사명을 붙인 ‘메이테쓰 나고야 역’·‘긴테쓰 나고야 역’이 정식 명칭이다. 양 역 모두 나고야 역과 가까이 있다.

## 접속 노선
- 도카이 여객철도(JR 도카이)
  - 도카이도 신칸센
  - 도카이도 본선
  - 주오 본선
  - 간사이 본선
- 나고야 시 교통국
  - 히가시야마 선
  - 사쿠라도리 선
- 나고야 임해고속철도
  - 니시나고야 항선 (아오나미 선)

## 역 정보

### 도카이 여객철도
| 플랫폼 | 노선            | 방향 | 목적지                                            | 비고                                                              |
| ------ | --------------- | ---- | ------------------------------------------------- | ----------------------------------------------------------------- |
| 1・2   | ■도카이도 본선  | 상행 | 도요하시・다케토요 방면                           |                                                                   |
| 3・4   | ■도카이도 본선  | 상행 | 도요하시・다케토요 방면                           | 다케토요 선직행 홈 라이너는 모두이 홈                             |
| 3・4   | ■도카이도 본선  | 하향 | 기후・오가키 방면                                 | 특급 "시라사기"와 "홈 라이너"는 모두이 홈 (시라사기는 4 호선)     |
| 5・6   | ■도카이도 본선  | 하향 | 기후・오가키 방면                                 |                                                                   |
| 7・8   | ■주오 본선      | -    | 다지미・나카쓰가와 방면                           | 보통･쾌속 주로이 홈 (그러나 새벽 4 호선 출발 있음)                |
| 10     | ■주오 본선      | -    | 다지미・나카쓰가와 방면                           | 특급 "시나노" "센트럴 라이너"는 모두이 홈 홈 라이너도 대부분 사용 |
| 11     | ■도카이도 본선  | 하향 | 오가키・마이바라 방면                             | 특급 "히다" "시나노"에 한한다                                     |
| 11     | ■주오 본선      | -    | 다지미・나카쓰가와 방면                           | 일부 보통 열차에 한함                                             |
| 11     | ■간사이 본선    | -    | 욧카이치・마쓰자카 방면                           | 일부 보통 열차에 한함                                             |
| 12・13 | ■간사이 본선    | -    | 욧카이치 ・마쓰자카 방면                          | 특급 "난키" 12 호선 쾌속 "미에 호" 13 호선                        |
| 14・15 | 도카이도 신칸센 | 상행 | 도요하시・하마마츠・시즈오카・시나가와・도쿄 방면 |                                                                   |
| 16・17 | 도카이도 신칸센 | 하향 | 신오사카・하카타 방면                             |                                                                   |

재래선・신칸센 승강장과 함께 나고야 명물 기시멘를 판매하는 음식점이있다.

### 나고야 지하철
| 플랫폼 | 노선           | 방면                                          |
| ------ | -------------- | --------------------------------------------- |
| 1      | ■히가시야마 선 | 사카에・히가시야마 공원・후지가오카 방면      |
| 2      | ■히가시야마 선 | 나카무라 공원・다카바타 방면                  |
| 3      | ■사쿠라도리 선 | 이마이케・아라타마바시・노나미・토쿠시게 방면 |
| 4      | ■사쿠라도리 선 | 다이코도리 방면                               |

### 나고야 임해고속철도
| 플랫폼 | 노선          | 방면                   |
| ------ | ------------- | ---------------------- |
| 1・2   | ■ 아오나미 선 | 아라코・긴조 부두 방면 |

## 역세권 정보
- JR 센트럴 타워스(도카이 여객철도 본사)
- 나고야 역 지하상가
- 메이테쓰 뉴 그랜드 호텔
- 나카무라 경찰서
- 나고야 센트럴 병원
- 메이테쓰 백화점 본점
- 나고야 버스 터미널

## 역사
- 1886년 5월 1일 - 관설철도 (뒷날의 일본국유철도) 아쓰타 역 ~ 기요스 역 (지금의 비와지마역) 사이에 신설 개업.
- 1891년 10월 28일 - 미노오 지진으로 역사가 무너져, 1892년 다시 지어졌다.
- 1895년 5월 24일 - 간사이 철도선 (지금의 간사이 본선)의 나고야 역이 개업.
- 1907년 10월 1일 - 지금의 간사이 철도가 국유화되어, 1909년 간사이 철도 아이치 역을 일본국유철도 나고야 역과 통폐합하였다.
- 1937년 2월 1일 - 지금의 위치로 이전하여 고가역으로 개수하였다.
- 1945년 3월 19일 - 나고야 대공습으로 화재가 발생하여 역사가 불에 탔다.
- 1957년 11월 15일 - 나고야 지하철 1호선 (지금의 히가시야마 선)이 개업.
- 1964년 10월 1일 - 도카이도 신칸센이 개업하여 정차역이 되었다.
- 1987년 4월 1일 - 민영화에 따라 일본국유철도의 나고야 역이 도카이 여객철도와 일본화물철도의 소속이 되었다.
- 1989년 9월 10일 - 나고야 지하철 사쿠라도리 선이 개업.
- 2004년 10월 6일 - 니시나고야코 지선이 여객화되어, 나고야 임해고속철도 니시나고야코 선 (아오나미 선)으로 개업했다.
- 2006년 11월 25일 - 도카이 여객철도의 역에서 TOICA의 사용이 개시되었다.
- 2011년 2월 11일 - 아오나미 선, 나고야 지하철에서 manaca의 사용이 개시되었다.

## 인접역
| 도카이 여객철도 도카이도 신칸센            | 도카이 여객철도 도카이도 신칸센          | 도카이 여객철도 도카이도 신칸센   |
| ------------------------------------------ | ---------------------------------------- | --------------------------------- |
| 미카와안조 도쿄 방면                       | ■ 도카이도·산요 신칸센                   | 기후하시마 신오사카·하카타 방면   |
| 도카이 여객철도 도카이도 본선              |                                          |                                   |
| 가나야마 도요하시 방면                     | ■ 홈라이너·특별쾌속·신쾌속·쾌속·구간쾌속 | 오와리이치노미야1 오가키 방면     |
| 오토바시 도요하시 방면                     | ■ 보통                                   | 비와지마 오가키 방면              |
| 도카이 여객철도 주오 본선                  |                                          |                                   |
| 가나야마 나카쓰가와·시오지리 방면          | ■ 홈라이너·센트럴 라이너·쾌속·보통       | 시·종착역                         |
| 도카이 여객철도 간사이 본선                |                                          |                                   |
| 시·종착역                                  | ■ 쾌속 미에·쾌속                         | 구와나 욧카이치·가메야마 방면     |
| 시·종착역                                  | ■ 구간쾌속                               | 가니에 욧카이치·가메야마 방면     |
| 시·종착역                                  | ■ 보통                                   | 핫타 욧카이치·가메야마 방면       |
| 나고야 임해고속철도 니시나고야코 선        |                                          |                                   |
| 시·종착역                                  | ■ 아오나미 선                            | AN02 사사지마라이브 긴조후토 방면 |
| 나고야 지하철 히가시야마 선                |                                          |                                   |
| H07 가메지마 다카바타 방면                 | ■ 히가시야마 선                          | H08 후시미 후지가오카 방면        |
| 나고야 지하철 사쿠라도리 선                |                                          |                                   |
| S01 다이코도리 방면                        | ■ 사쿠라도리 선                          | S03 고쿠사이센터 도쿠시게 방면    |
| 1: 일부 쾌속 열차는 이나자와역에 정차한다. |                                          |                                   |